# Bombulina
Bombulina es un género de foraminífero bentónico de la Subfamilia Entolingulininae, de la Familia Glandulinidae, de la Superfamilia Polymorphinoidea, del Suborden Lagenina y del Orden Lagenida. Su especie-tipo es Glandulina spinata. Su rango cronoestratigráfico abarca el Holoceno.

## Discusión
Clasificaciones previas incluían Bombulina en la Superfamilia Nodosarioidea.

## Clasificación
Bombulina incluye a las siguientes especies:
- Bombulina echinata
- Bombulina spinata